# Harmen Siezen
Harmen Reinoud Siezen (Noordgouwe, 26 december 1940 – Hoevelaken, 5 april 2025) was een Nederlands nieuwslezer, tv-verslaggever, radio-dj en tv-quizmaster. Van 1975 tot 2002 presenteerde hij 17.000 keer het NOS Journaal op de televisie.

## Jeugd en eerste jaren
Harmen Siezen werd geboren te Noordgouwe (Schouwen-Duiveland) als zoon van een predikant. Tijdens de Hongerwinter woonde het gezin als evacués in Hillegersberg bij Rotterdam. Siezen groeide op in Zeeland, Zaltbommel, Den Haag, Peize, en Rotterdam, de plaatsen waar zijn vader zijn ambt uitoefende. In 1956 scheidden zijn ouders, wat in die tijd uitzonderlijk was, zeker voor een predikantengezin. Siezen was sinds 1966 gehuwd en had twee kinderen.
Siezen volgde het gymnasium en studeerde vervolgens een jaar in de Verenigde Staten. Daarna moest hij in militaire dienst.
Hij begon in 1962 bij de Haagse vestiging van het persbureau United Press International (UPI) en werkte vervolgens vanaf 1963 bij Radio Veronica, waar hij bekend werd om zijn onderkoelde en droog-nuchtere stijl van presenteren, zowel in de rol van diskjockey als van nieuwslezer. In 1966 ging hij bij de TROS werken als verslaggever en presentator.
In 1969 begon hij als verslaggever bij het NOS Journaal; buiten beeld oefende hij als nieuwslezer. Frits Thors en Rien Huizing leerden hem het vak. Nadat zij hun nieuwsbulletin hadden voorgelezen, moest Siezen dit nadoen, waarbij qua klemtonen en leessnelheid de puntjes op de i werden gezet. In 1975 werd hij nieuwslezer bij het NOS Journaal. In 2001 werd hij gekozen tot beste nieuwslezer van Nederland.

## Mediacarrière
Hij begon in 1962 bij de Haagse vestiging van het persbureau United Press International (UPI) en werkte vervolgens vanaf 1963 bij Radio Veronica, waar hij bekend werd om zijn onderkoelde en droog-nuchtere stijl van presenteren, zowel in de rol van diskjockey als van nieuwslezer. In 1966 ging hij bij de TROS werken als verslaggever en presentator.
In 1969 begon hij als verslaggever bij het NOS Journaal; buiten beeld oefende hij als nieuwslezer. Frits Thors en Rien Huizing leerden hem het vak. Nadat zij hun nieuwsbulletin hadden voorgelezen, moest Siezen dit nadoen, waarbij qua klemtonen en leessnelheid de puntjes op de i werden gezet. In 2001 werd hij gekozen tot beste nieuwslezer.

### Mislukt uitstapje naar TV 10
Siezen nam na ampele overweging in 1989 de gok en stapte over naar TV 10, die de eerste commerciële zender in Nederland moest worden. Naast een hoger salaris had Siezen er behoefte aan om eens iets anders te doen. De directeur van de NOS maakte hem duidelijk dat, als hij dit doorzette, hij er bij hen voorgoed uitlag. De zender eindigde in een fiasco en na zeven maanden kreeg Siezen zijn ontslag. Het NOS-journaal had echter in de tussentijd nog geen waardig opvolger voor hem gevonden en Siezen keerde opgelucht terug op het oude nest, vastbesloten om er te blijven. Maar zijn uitstapje bleef niet helemaal zonder gevolgen: de NOS zette Siezen niet meer in tijdens het Achtuurjournaal, behalve incidenteel op zondagavond. Na het vertrek van collega Joop van Zijl in 1996 hoopte Siezen diens vrijgekomen plaats in te nemen, maar de leiding gaf de voorkeur aan Philip Freriks.

### Afscheid
Siezen nam na 33 jaar op 13 september 2002 afscheid van het NOS journaal. Hij had toen ruim 17.000 journaals gepresenteerd. Ofschoon hij liever geen toeters en bellen bij zijn afscheid wenste, overviel zijn collega Freriks hem tijdens zijn laatste nieuwsbulletin met een toespraak en een bos bloemen waarna Siezen de gebruikelijke afsluiting deed. Siezen was door het onverwachte gedrag van Freriks behoorlijk gepikeerd.
Het nieuwsfeit dat het meeste indruk op Siezen maakte was de botsing van twee vliegtuigen op Tenerife.

### Opvallend moment
In 1991 kreeg Siezen de slappe lach tijdens het presenteren van een onderwerp over zadelpijn in het tienuurjournaal. Oorzaak was dat de mensen van de regie – die aan de andere kant van het glas zaten – flink aan het lachen waren, toen hij bezig was met het voorlezen van het bericht en het daarin had over "gevoelloosheid van de geslachtsorganen en een tijdelijk verminderde seksuele belangstelling" die tot de belangrijkste gevolgen van zadelpijn zouden behoren. Op hetzelfde moment was een oudere fietser in beeld die in tegenovergestelde richting gepasseerd werd door een oudere fietsende vrouw. Na het item volgde het weerpraatje met Peter Timofeeff, die onaangedaan leek door het voorafgaande doordat het eerder was opgenomen. Het televisiefragment werd op 11 augustus 2002 met Siezens toestemming op tv herhaald door Mies Bouwman. Ook in de jubileumuitzendingen van het NOS-Journaal op 5 januari 2006 en 2016 werd het nogmaals vertoond.

### Nevenactiviteiten
Vanaf 1995 tot 2007 was hij presentator van NCRV's Nationale Nieuwsquiz, eerst solo, later samen met Mieke van der Weij. Daarnaast presenteerde hij tv-programma's voor Teleac, was hij als dagvoorzitter actief, kreeg hij de rol van verteller in de theatermusical Rocky over the Rainbow en was hij de voice-over van de RTL 5-serie Dat zal ze leren!.
Als journaallezer was hij ook te zien in de jeugdserie Thomas en Senior (1985) en in de telefilm De trein van zes uur tien (1999).
Op 6 mei 2006 was Siezen te gast in Dit was het nieuws. Op 22 december 2006 was hij betrokken bij de uitreiking van de Gouden Loeki 2006. Hij vertelde over televisiereclame, terwijl hij door de Blue Man Group groen werd geverfd en er op zijn groengeverfde pak met behulp van chromakey een animatie werd afgespeeld.
Siezen en zijn oud-collega, journaalpresentator Philip Freriks, speelden in 2008 mee in een komedie van Het Zuidelijk Toneel, genaamd De Grote Verkiezingsshow. De première was op 18 oktober 2008, toen de strijd voor de Amerikaanse presidentsverkiezingen in volle gang was.

## Latere leven en overlijden
Afkeer van het hedendaagse journaal had hij niet. Op 5 januari 2016 ontbrak Siezen bij het 60-jarig jubileum van het Journaal toen oud-collega's beurtelings de dagbulletins verzorgden, vanwege een ernstig ongeluk in november 2015 toen hij twee nekwervels brak. Siezen leidde de laatste levensjaren een teruggetrokken bestaan. Op 5 april 2025 overleed hij op 84-jarige leeftijd.

## Persiflages
Van Kooten en De Bie plachten in hun uitzending van het Simplisties Verbond op zondagavond voorafgaand aan het achtuurjournaal op geheel eigen wijze Harmen Siezen te introduceren ('Harmen Siezen, we hebben je in de smiezen'). Op zeker moment had Siezen een nieuwe bril. Van Kooten en de Bie waren daar van op de hoogte en lieten een identieke bril zien die volgens hen aan presentatoren was aangeboden door een brillenfabrikant om zijn product aan te prijzen. Toen de gong van het Journaal ging, slaagde Siezen erin nauwelijks zichtbaar voor de kijker zijn nieuwe bril nog snel af te zetten, waardoor hij hen beet had in plaats van andersom. Na het eerste nieuwsonderwerp had hij hem pas weer op.